# Luís VII de França
Luís VII (Paris, 1120 – Saint-Pont, 18 de setembro de 1180), também chamado de Luís, o Jovem, foi o Rei dos Francos de 1137 até à data da sua morte. Era filho do rei Luís VI e de sua esposa Adelaide de Saboia. Ele casou-se com Leonor da Aquitânia, uma das mais poderosas e ricas mulheres da Europa. Ela trouxe consigo o vasto Ducado da Aquitânia como parte de seu dote, temporariamente estendendo as terras capetianas até aos Pirenéus. Porém, a união foi anulada em 1152 quando nenhum herdeiro foi produzido.
Leonor imediatamente casou-se com Henrique Plantageneta, Conde de Anjou, após a anulação, com quem deu a Aquitânia e teve cinco filhos. Henrique ascendeu ao trono inglês em 1154 e governou um grande império, marcando o início da longa rivalidade entre a França e a Inglaterra.
Durante o reinado de Luís foi fundada a Universidade de Paris e teve a desastrosa Segunda Cruzada. Ele e seu conselheiro Abade Suger tentaram uma maior centralização do poder e eram a favor do desenvolvimento da arquitetura gótica francesa, notavelmente na construção da Catedral de Notre-Dame. Luís morreu em 1180 e foi sucedido por seu único filho homem, Filipe II.

## Subida ao trono
Luís VII foi o segundo filho do rei Luís VI de França com Adelaide de Saboia, e por isso foi educado para seguir a carreira eclesiástica. Grande parte da sua juventude foi passada em Saint-Denis, onde aprendeu a confiar e a valorizar as opiniões do abade Suger, que seria um bom conselheiro durante os primeiros anos do seu reinado.
Homem educado e excepcionalmente devoto, tornou-se inesperadamente no herdeiro do trono, para a qual tinha menos talento, com a morte acidental do seu irmão Filipe em 13 de outubro de 1131, em consequência de uma queda de cavalo. A 25 de outubro foi sagrado rei e coroado em Reims pelo Papa Inocêncio II. Depois da morte do seu pai foi novamente coroado em Bourges, a 25 de dezembro de 1137 quando ele tinha apenas 17 anos de idade ainda adolescente.

## Casamento com Leonor da Aquitânia

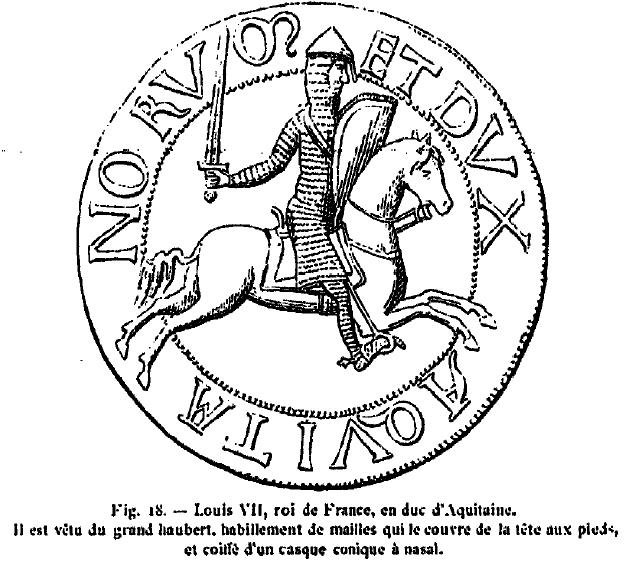
Gravura representando o contra-selo de Luís VII, o Jovem, enquanto duque da Aquitânia

Antes de morrer, Luís VI tinha organizado o casamento do filho com Leonor, a herdeira do ducado da Aquitânia (1122–1204), filha de  Guilherme X de Poitiers e de Leonor de Châtellerault.  O casamento teve lugar em Bordéus, a 25 de Julho de 1137, com vantagens para ambos os noivos.
Na conflituosa época dos nobres salteadores que assolavam o país, aterrorizando as populações e os domínios vizinhos, Leonor obteve a protecção necessária para o seu ducado. Luís quase que triplicou os domínios da coroa, uma vez que a sua noiva era senhora da Aquitânia, Gasconha, Poitou, Auvérnia, Bordéus, Agen, Saintonge, Limusino, Angoumois e Dordonha – o equivalente a 19 departamentos franceses actuais.
O carácter do rei, devoto, ascético, ingénuo, rude e pouco vigoroso, não combinava com a sua forte,  inteligente, refinada e  sensual noiva, apesar de durante dez anos parecerem viver sem sérios conflitos.  A união, da qual nasceram duas filhas, Maria Capeto e Alice Capeto, estava condenada ao fracasso. É atribuída uma declaração a Leonor: que pensava ter-se casado com um rei, mas descobrira que se casara com um monge.

## Aumento da influência da coroa
Luís VII afastou a sua mãe da corte mas manteve os conselheiros do pai, dando particular importância ao abade Suger de Saint-Denis. Seguiu a política de Luís VI, continuando a tentar aumentar os domínios da coroa. No ano da sua coroação e do seu casamento, começaram os trabalhos de construção da basílica de Saint-Denis, a partir da igreja já existente no local.
Fez múltiplas concessões às comunas rurais, encorajou a reclamação das terras e favoreceu a emancipação dos servos. Obteve o apoio das cidades ao lhes outorgar forais à burguesia (Étampes, Bourges) e desenvolvendo as dos seus domínios (Reims, Sens, Compiègne, Auxerre). Apoiou por fim a eleição de bispos dedicados ao poder real.

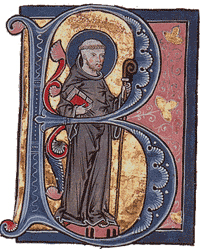
São Bernardo de Claraval representado numa iluminura do século XIII

A partir de Maio de 1141, o rei entrou em conflito com o conde Teobaldo II de Champanhe (que é também Teobaldo IV de Blois) e o papa Inocêncio II devido à investidura do bispado de Langres, no qual desejava impor um monge da abadia de Cluny contra o candidato Bernardo de Claraval. Permitiu que Raúl I de Vermandois, senescal de França, repudiasse a sua esposa, sobrinha de Teobaldo II, para casar com Petronilha da Aquitânia, irmã da rainha de França.
Opôs-se novamente ao papa ao tentar impor o seu candidato ao assento de Bourges em 1141 contra Pierre de la Châtre, sustentado por Inocêncio, jurando pelas santas relíquias que enquanto vivesse, Pierre não entraria em Bourges. O papa acabou por excomungar Luís VII e colocar o reino sob interdicto (o equivalente à excomunhão, aplicado a um território).  O candidato papal refugiou-se no Condado de Champanhe, que o rei invadiria em dezembro de 1142. Em janeiro de 1143, as suas hostes incendiaram Vitry-en-Perthois, incluindo a sua igreja, na qual se tinham refugiado mais de mil habitantes da vila, que aí pereceram.
Com a culpa deste acto pesando na sua consciência, e humilhado pelo repúdio eclesiástico, Luís admitiu a derrota, removendo o seu exército de Champanhe, devolvendo as terras a Teobaldo, aceitando Pierre de La Châtre e afastando-se de Raúl e Petronilha. Para resolver definitivamente a questão, o Jovem assinou o tratado de Vitry com o conde Teobaldo II no Outono de 1143, aceitando a eleição do candidato papal para levantar o interdicto do reino, e a 22 de abril de 1144 participou da conferência de Saint-Denis para encerrar o conflito entre a Santa Sé e a França. Como parte do acordo, Luís VI aceitou, contra a vontade do abade Suger, participar da Segunda Cruzada, pregada por São Bernardo.
Ao mesmo tempo, o conde Godofredo V de Anjou concluía a conquista da Normandia. Em troca de ser reconhecido duque da Normandia pelo monarca francês, cedeu-lhe metade da Vexin — uma região vital para a segurança Normanda. Considerada uma jogada inteligente de Luís na época, esta acção acabaria por se tornar em mais um passo importante na construção do poder angevino.

## Segunda Cruzada

Os estados cruzados em 1135

No Natal de 1145 o rei anunciou a sua decisão de partir em Cruzada para defender os estados cristãos da Palestina, ameaçados pelos turcos seljúcidas que invadiram o condado de Edessa em 1144, perpetrando o massacre dos cristãos. Na Páscoa de 1146 tomou a cruz, juntamente com vários barões, na assembleia de Vézelay. O governo do país ficou nas mãos do seu irmão Henrique, arcebispo de Reims, do inevitável abade Suger de Saint-Denis e do seu primo, o senescal Raul I de Vermandois.

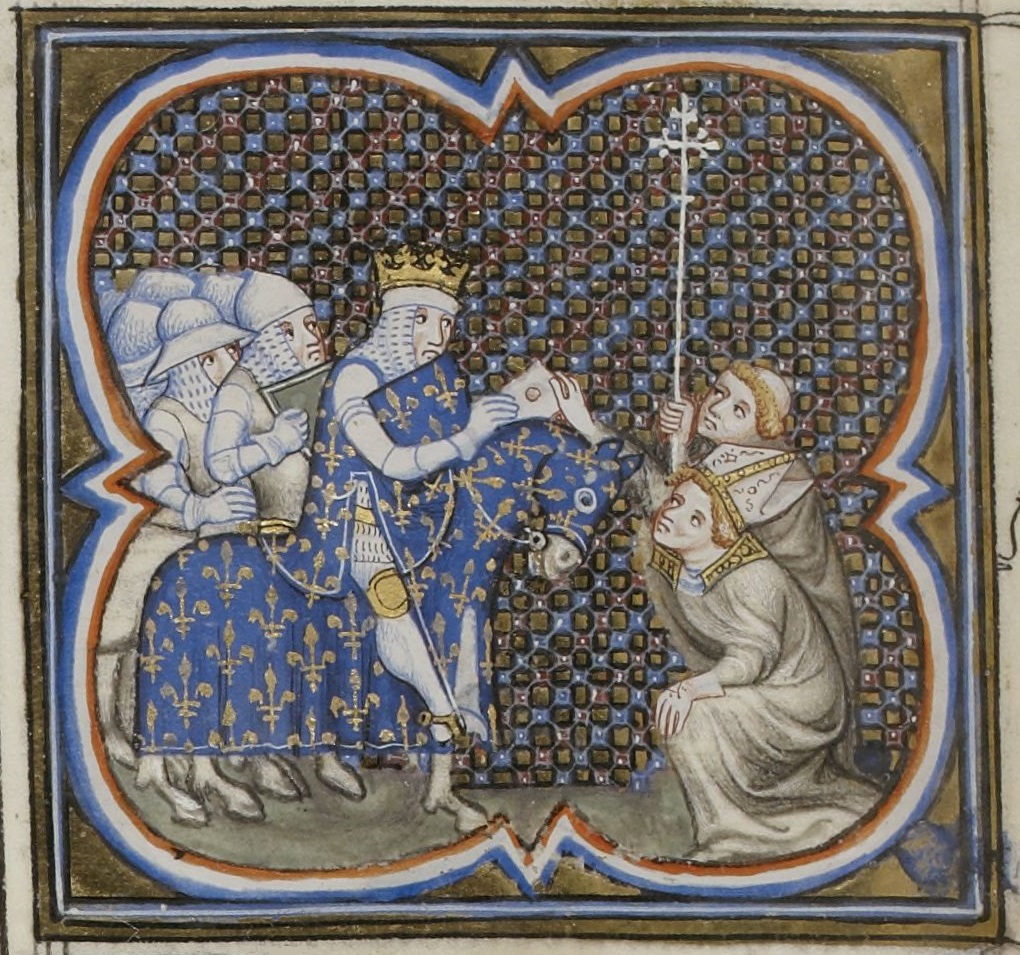
Luís VII de França a receber o clero, iluminura de um manuscrito medieval

A 11 de junho de 1147, rei e rainha partiram para a Segunda Cruzada, à frente de 300 cavaleiros e de um poderoso exército, seguidos pouco a pouco por dezenas de milhares de peregrinos. Iniciaram a marcha a partir de Metz, passando pelo vale do rio Danúbio, onde se lhes juntaram as forças do imperador Conrado III da Germânia e juntos tencionavam atravessar para a Ásia Menor passando por Constantinopla, onde chegaram a 4 de Outubro.
Ao atravessar o monte Kadmos, em Janeiro do ano seguinte, o rei Luís VII de França e sua gente sofre uma emboscada que apenas foram salvos pela corajosa e experiente presença de Évrard des Barrès, grão-mestre da Ordem do Templo e que, a partir daí, foi-lhe entregue o comando dessa peregrinação armada.
Em março desse ano de 1148 os cruzados chegaram com grandes dificuldades a Antioquia, então nas mãos de Raimundo de Poitiers, tio de Leonor da Aquitânia, que os recebeu com manifestações de respeito e consideração. Este esperava que Luís VII o ajudasse a combater o inimigo que lhe tinha conquistado alguns territórios, mas o monarca só pensava em marchar sobre Jerusalém.
Leonor tentou convencer o esposo a auxiliar o seu tio contra Alepo, mas em vão. Este preferia aconselhar-se com o templário eunuco Thierry de Galeran. Mais tarde, os cronistas da época, indignados com esta mulher, sensual amante do trovadorismo, ter tão forte papel político, e por em diferentes ocasiões opôr-se a ambos os monarcas da França e da Inglaterra, acusariam a rainha de adultério: Guilherme de Tiro chegou mesmo a acusá-la de incesto com o tio.
| Luís VII de França                                         | Durante o combate o rei perdeu a sua pequena e famosa guarda real, mas manteve-se em bom espírito e, ágil e corajosamente escalou a encosta da montanha, agarrando-se às raízes das árvores... O inimigo subiu atrás dele, esperando capturá-lo, e à distância continuaram a lançar flechas contra ele. Mas Deus quis que a sua couraça o protegesse das flechas e, para evitar ser capturado, defendeu o penhasco com a sua espada sanguinária, cortando muitas cabeças e mãos. | Luís VII de França |
| — Odo de Deuil, historiador, sobre o massacre de Laodiceia | |                    |

A expedição foi marcada pela discórdia entre os franceses e os alemães, a inexperiência de o Jovem, que se mostrou indeciso e irresoluto, e os desentendimentos com os bizantinos que, com justificadas reservas contra os cruzados, não lhes deram as ajudas que pretendiam. O rei francês foi derrotado pelos turcos na Ásia menor e teve mais reveses na Síria: à saída de Laodiceia (actual cidade de Lataquia) foram emboscados. Bombardeados por flechas e pedregulhos, viram os turcos descer das montanhas em grandes números e o massacre começou.

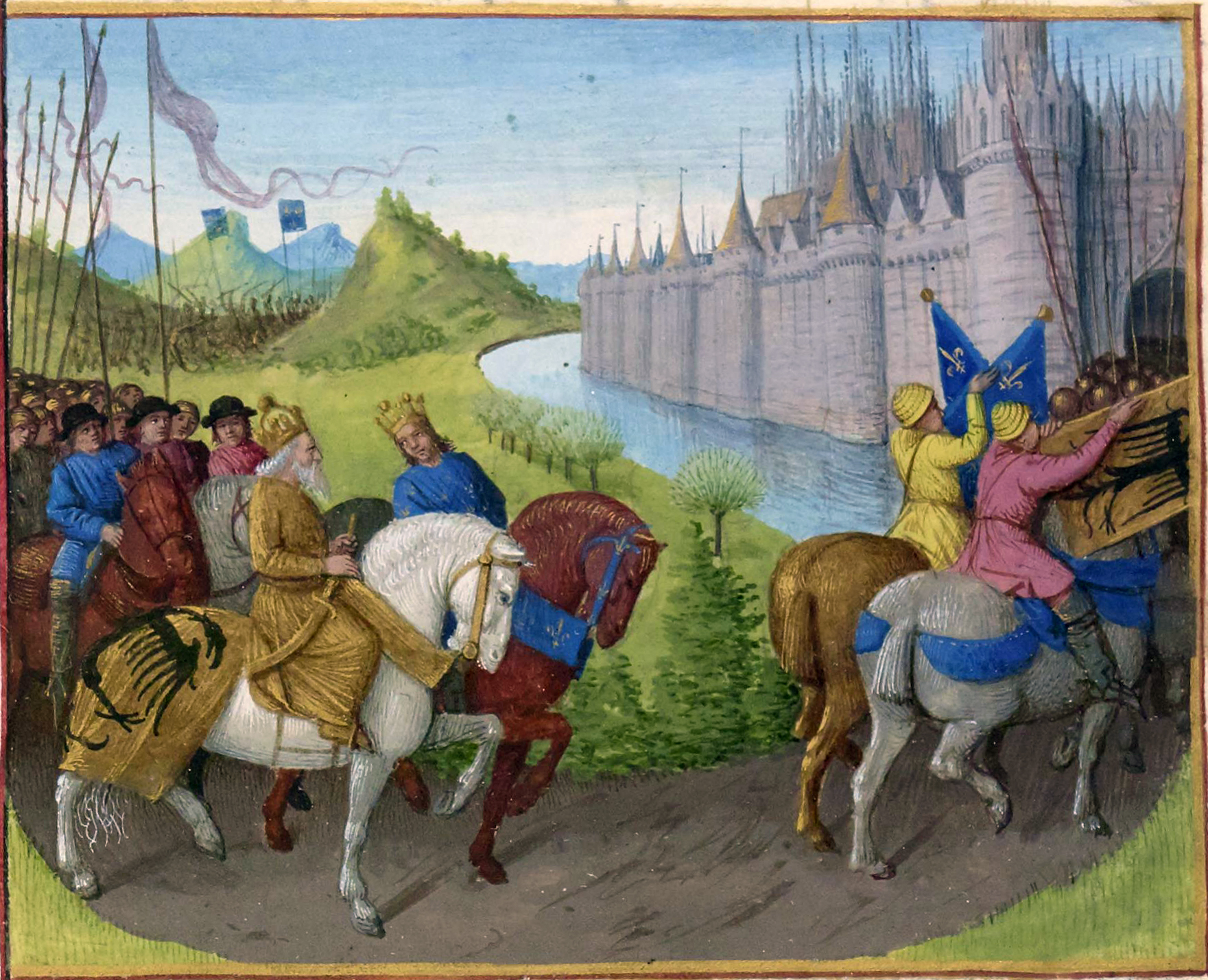
Exércitos cruzados diante dos portões de Constantinopla

Luís forçou Leonor a segui-lo, sair de Antioquia e chegar a Jerusalém, onde cumpriria a peregrinação a que se propusera. Em Junho de 1148 tentou tomar Damasco mas foi repelido. Passaram ainda um ano na Terra Santa antes de voltarem separadamente a França, por mar, sob os protestos de Leonor, que ainda pretendia auxiliar Raimundo. Luís chegou a ser aprisionado pelos bizantinos antes de ser libertado pelo normando Rogério II da Sicília. A sua participação na cruzada foi gravemente prejudicial para o seu reino, terminando num completo fracasso a todos os níveis:
- Financeiro: a expedição esvaziou consideravelmente o tesouro real;
- Político: uma vez que o rei não estava presente para governar directamente o reino durante dois anos, perdeu influência sobre os grandes senhores feudais;
- Militar: a cruzada fora uma sucessão de derrotas militares, nas quais pereceram uma boa parte da sua cavalaria e um grande exército;
- Dinástico e patrimonial: iniciou-se aqui a ruptura do rei com Leonor e o ducado da Aquitânia;
- Territorial: depois da separação, Leonor recuperaria os domínios que trouxera em dote;
- Estratégico: o posterior casamento de Leonor com o futuro rei da Inglaterra traria imensos territórios a essa coroa, permitindo assim a imponente presença no continente de um rival importante da França.

## Separação de Leonor da Aquitânia
A partir da viagem de retorno à França, em novembro de 1149, Luís VII pensou em separar-se de Leonor da Aquitânia, uma vez que o casal nunca se entendera política e pessoalmente. O papa Eugénio III, na ocasião de uma paragem na abadia do Monte Cassino, e depois o Abade Suger de Saint-Denis, conseguiram reconciliá-los. Em 1150 nascia Alice de França, a segunda filha do casal.

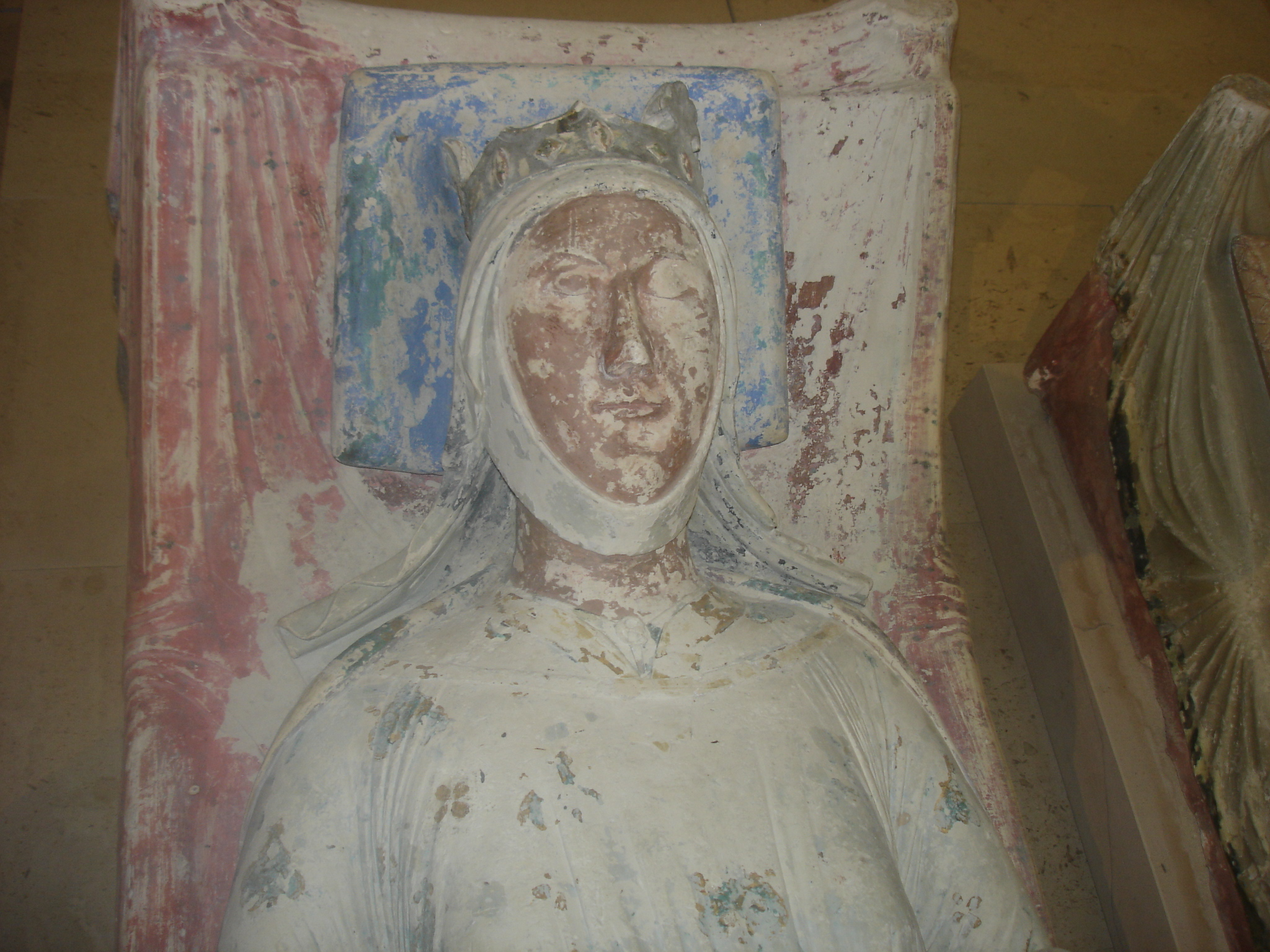
Representação de Leonor da Aquitânia no seu túmulo, na igreja da abadia de Fontevraud, França

No entanto, depois da morte de Suger no ano seguinte, não tendo ainda um filho varão, e com Leonor a envelhecer, o rei continuava a desejar a separação, encontrada finalmente no concílio de Beaugency: Audearda de Borgonha, a bisavó de Leonor, era neta de Roberto o Pio, avô do rei, pelo que eram primos de 9.º grau civil, mas de 5.º grau canónico. Por motivo de consanguinidade a anulação do casamento foi pronunciada a 21 de Março de 1152.
A  duquesa da Aquitânia retomou a posse do seu dote e, a 18 de Maio de 1152, casou-se em segundas núpcias com Henrique II Plantageneta, conde de Anjou, que se tornaria  rei da Inglaterra em 1154. Ele tinha 19 anos e ela, 30.  Esse erro político foi o início de uma rivalidade contínua entre os reinos da França e de Inglaterra que iria se perpetuar ao longo da história das duas nações.
O próprio Luís VII abriria as hostilidades. Por este ter-se casado sem a autorização do seu suserano, conduziu uma guerra contra Henrique, que resultaria em humilhação, com os seus exércitos desbaratados, as terras saqueadas e propriedade roubada.  Entretanto, foi atacado por uma febre e voltou para a Ilha-de-França.

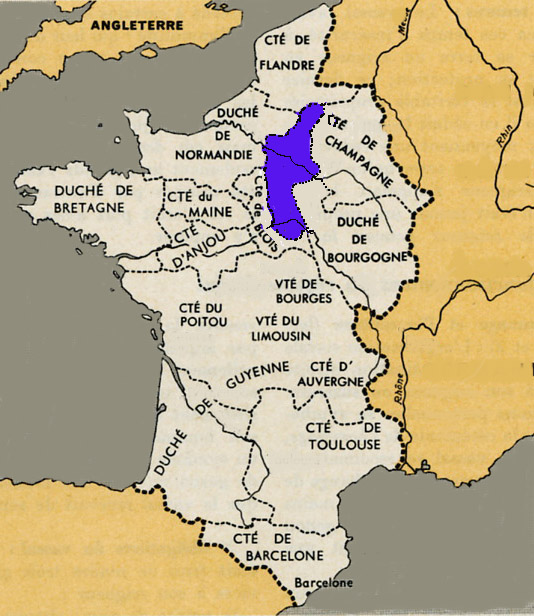
Domínios da coroa francesa no final do século X (em azul), pouco mais extensos no reinado de Luís VII. Os domínios de Leonor da Aquitânia incluíam o ducado da Aquitânia, o condado de Poitou e a Auvérnia. Os de Henrique Plantageneta incluíam o ducado da Normandia e os condados de Maine e de Anjou. Todos estes territórios eram vassalos da França.

Posteriormente apoiaria as revoltas da Bretanha e de Poitou contra a Inglaterra, e a dos filhos de Henrique II contra o pai.  Foi ajudado nesta política pelo despotismo de Henrique, que provocou a revolta de vassalos poderosos; pelo apoio do clero ao rei francês, devido à piedade deste e das estreitas ligações históricas entre o episcopado e a realeza capetiana; e pela exigência de domínios próprios, pelos filhos de Henrique ao pai, que encontrariam refúgio e protecção em França, também apoiados por sua mãe, Leonor.

## Política interna e externa
Na Primavera de 1154, Luís VII casou-se em segundas núpcias com Constança de Castela (1138–60), filha de Afonso VII de Leão e Castela e Berengária de Barcelona. Quatro anos depois nascia a primeira filha do casal, Margarida de França. Luís reconciliou-se com Henrique II da Inglaterra, com a promessa de um casamento entre os seus filhos, Margarida e  Henrique o Jovem.
Mas, a partir de Março de 1159, Henrique tomou o condado de Toulouse ao conde Raimundo V. Durante o Verão, a pretexto ir visitar a sua irmã, a condessa Constança, Luís entrou na cidade com uma pequena escolta. Declarou então que o angevino não podia cercar a cidade de Toulouse com o seu suserano lá dentro e obrigou-o a levantar o cerco.
No mesmo ano, o imperador Frederico Barba Ruiva declarou a sua pretensão a Arles e apoiou a eleição do antipapa Victor IV contra o papa Alexandre III. Depois de, por duas vezes, Frederico não se ter encontrado com Luís em Saint Jean de Losne (a 29 de Agosto e a 22 de Setembro de 1162), o rei francês apoiou a causa do papa, que viveu em Sens de 1163 a 1165.

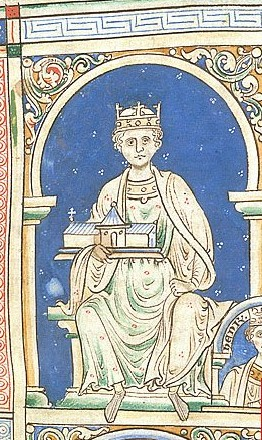
Iluminura de Henrique II da Inglaterra, o grande rival de Luís VII de França

A 4 de Outubro de 1160 a rainha Constança de Castela morreu ao dar à luz a segunda filha do casal, Adélia de França (também chamada de Adelaide ou Alice). O rei viúvo fez uma aliança com os condes da Flandres e de Champanhe ao casar, a 13 de novembro, com Adélia de Champanhe (ou Adélia de Blois). No mesmo ano Henrique II prestou vassalagem a Luís pelo ducado da Normandia em nome de Henrique o Jovem.
Em 1163 foi colocada a primeira pedra da actual catedral de Notre-Dame de Paris pelo Papa Alexandre III. Luís VII ofereceu a soma de duzentas libras para a construção, orientada pelo bispo Maurice de Sully de Paris. Na Inglaterra, Henrique II desentendeu-se com Thomas Becket, arcebispo da Cantuária, que recebeu o apoio do rei francês mas seria assassinado em 1170 por quatro cavaleiros fiéis ao rei inglês.
A 21 de agosto de 1165 nasceu finalmente o desejado herdeiro do trono, Filipe Augusto. Quatro anos depois foi assinado um tratado para o casamento de Adélia de França e Ricardo Coração de Leão. Em 1171 nasceu a última filha de Luís, Inês de França (também chamada de Ana).
Desde 1172 Luís VII incentivou Henrique o Jovem e Ricardo Coração de Leão, a revoltarem-se contra o pai. Mas a rivalidade entre os filhos de Henrique e a indecisão política do francês determinaram o fim da coligação de 1173–74 e, no final do ano seguinte, os reis da França e da Inglaterra assinaram umas tréguas provisórias e na primavera de 1174 reafirmaram a intenção de casar Adélia e Ricardo.
Em 1177 o papa impôs a Henrique II a conclusão do tratado de Ivry, assinado a 21 de setembro, pelo qual os dois reis juraram amizade mútua. A 1 de Novembro de 1179 Luís fez sagrar o seu filho Filipe II de França e, exausto pela doença, não pôde estar presente na cerimónia. Abandonaria o poder nas mãos do filho no ano seguinte. Filipe seria o último rei a ser coroado durante a vida do seu antecessor, segundo a tradição dos primeiros capetianos, iniciada pelo próprio Hugo Capeto.
Em 1180 Inês de França ficou noiva de Aleixo II Comneno. Em 22 de junho do mesmo ano a assinatura de um pacto de não-agressão, o tratado de Gisors, seguiu-se ao de Ivry e marcou o fim de uma série de guerras contínuas entre a França e a Inglaterra.

## Morte e legado
Luís morreu a 18 de setembro de 1180 em Melun de caquexia acompanhada de paralisia. Foi sepultado no dia seguinte na abadia real de Saint-Port de Barbeau, que fundara próximo a Fontaine-le-Port, nas margens do rio Sena, entre Melun e Fontainebleau. Foi sucedido pelo seu filho Filipe Augusto, que já exercia o poder de facto desde 28 de Junho, quando o seu pai abandonou o poder em seu favor.
Apesar de mais educado para o clero que para o governo, Luís VII teve um papel importante na história da França:
- Consolidou o poder real nas províncias sob a sua influência e combateu o poder feudal;
- Cercou-se de alguns conselheiros de grande qualidade e publicou ordenações importantes para a gestão do reino;
- O reino da França enriqueceu sob o seu reinado, a agricultura transformou-se e ganhou produtividade, a população aumentou, o comércio e a indústria foram desenvolvidos, surgiu um verdadeiro renascimento intelectual e o território cobriu-se de castelos e fortes construídos em pedra;
- Reforçou poderosas ligações com o clero e o papado.

Mas a Segunda Cruzada foi calamitosa e a separação de Leonor da Aquitânia foi um erro crasso, que forneceu os meios para um vassalo menor se impor, colocando a coroa da França em inferioridade territorial durante cerca de meio século. Foi necessária a acção de três grandes reis, Filipe Augusto, Luís VIII o Leão e Luís IX para reverter a situação e reduzir as consequências deste erro político.
Tal como na Inglaterra com Henrique II, a monarquia, até a esta época itinerante, foi fixada em Paris, uma vez que a presença do rei já não era necessária por todos os seus domínios. Foi formado um embrião de administração central e local. Os poderosos do reino, seus familiares, tornaram-se seus conselheiros e formariam o Conselho do rei, os serviços centrais da monarquia reagruparam os chefes dos serviços domésticos do palácio. Nas províncias, prebostes foram encarregados de recolher as receitas, criar contingentes militares e administrar justiça. Como o seu pai, Luís sustentou o movimento de emancipação das comunas, a cedência de privilégios às comunidades rurais e a emancipação dos servos.

## Descendência
Luís casou-se três vezes. Do seu primeiro casamento com Leonor da Aquitânia (1122–1204), filha de Guilherme X de Poitiers e de Leonor de Châtellerault, nasceram:

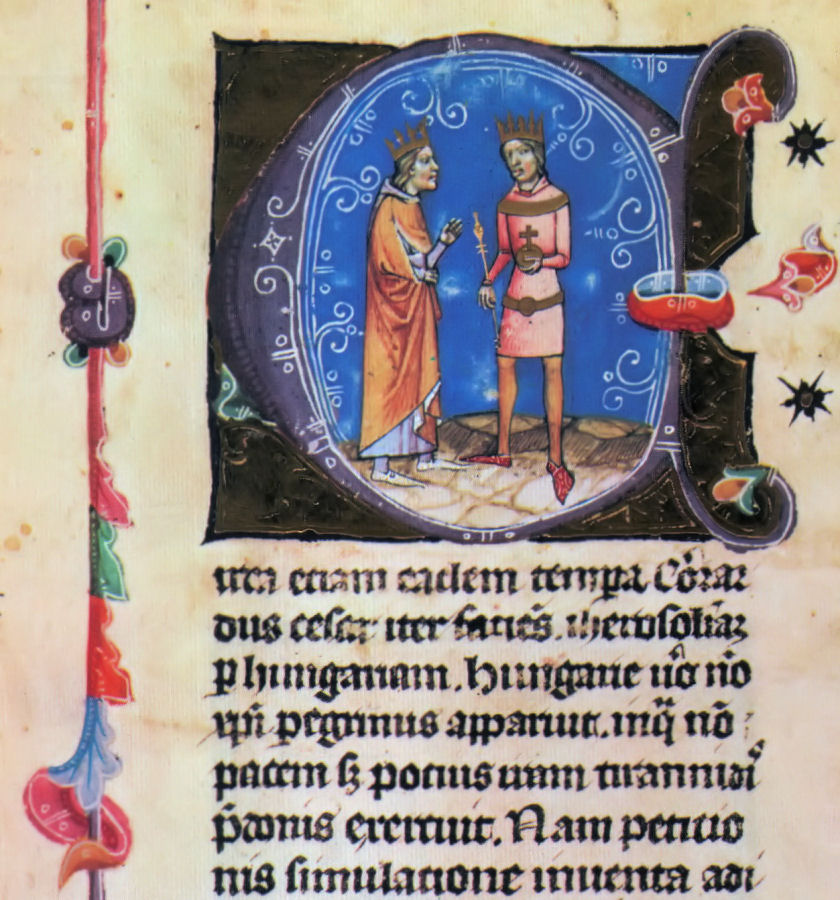
Encontro de Luís VII de França e Geza II da Hungria, pai de Bela III da Hungria, na Crónica Ilustrada (1358)

1. Maria Capeto (1145 – 11 de Março de 1198), casada em 1164 com Henrique I de Champanhe e de Troyes, filho de Teobaldo IV de Blois (1085 – 8 de Outubro de 1152) e de Matilde da Caríntia (1090–?);
2. Alice Capeto (1150–95), casada em 1164 com Teobaldo V de Blois (1140–90), conde de Blois e de Chartres filho de Teobaldo IV de Blois (1085–1152) e de Matilde da Caríntia (1090–?).

Depois da anulação do matrimónio com Leonor (1152), casou-se em 1154 com Constança de Castela (1141–60), filha de Afonso VII de Leão e Castela e Berengária de Barcelona, de quem teve:
1. Margarida de França (1158–97), casada em Neubourg no dia 2 de Novembro de 1160 com Henrique o Jovem da Inglaterra, filho de Henrique II de Inglaterra e de (1133–89) Leonor da Aquitânia (1122–1204) e em 1186 com o rei Bela III da Hungria;
2. Adélia de França (1160–1218 ou 1221), noiva de Ricardo I de Inglaterra, casou em 1195 com Guilherme III, conde de Ponthieu.

Ao enviuvar, Luís casou-se pela terceira vez em 13 de Novembro de 1160 com Adélia de Champanhe ou de Blois, (1140 – Paris, 4 de Junho de 1206), filha de Teobaldo IV de Blois (1085 – 8 de Outubro de 1152) e Matilde da Caríntia (1190–?), de quem teve:
1. Filipe Augusto (21 de Agosto de 1165 – 14 de Julho de 1223), seu sucessor no  trono da França e que foi casado por três vezes, a primeira em 1180 com Isabela de Hainaut (23 de Abril de 1170 – 15 de Março de 1190), a segunda em 1193 com Ingeburg da Dinamarca, princesa da Dinamarca (1170 – 29 de Julho de 1236) e a terceira em 11 de Junho de 1196 com Inês de Andechs (1170 – 29 de Julho de 1201);
2. Inês de França (1171–1240), casada em 1180 com Aleixo II Comneno, imperador de Constantinopla, em 1183 com o seu sucessor, Andrónico I Comneno, e a c.1204 com Teodoro Branas, senhor de Adrianópolis.

De uma amante desconhecida, teve ainda:
1. Filipe Capeto de França (1161), filho ilegítimo.[1]